# 黒川史陽
黒川 史陽（くろかわ ふみや、2001年4月17日 - ）は、奈良県北葛城郡河合町出身のプロ野球選手（内野手）。右投左打。東北楽天ゴールデンイーグルス所属。

## 経歴

### プロ入り前
河合小学校1年生の時に野球を始め、河合一中では泉州阪堺ボーイズに所属。中3時には「NOMOジャパン」に選出され主将を務めた。そのときのメンバーには西純矢、石川昂弥らがいる。
智弁和歌山高等学校では1年春からベンチ入りし、5期連続甲子園出場を果たす。2年春の甲子園ではチームを甲子園準優勝に導く。2年の夏の甲子園は近江高校に敗れ初戦敗退。3年春の甲子園では中森俊介、水上桂、来田涼斗を擁する明石商に敗れベスト8。3年の夏の甲子園では14回タイブレークの末に奥川恭伸、山瀬慎之助、内山壮真を擁する星稜に敗れ3回戦敗退。1学年上に林晃汰、同学年に東妻純平、1学年下に小林樹斗と細川凌平がいる。
2019年10月17日のドラフト会議では東北楽天ゴールデンイーグルスに2位指名を受け、11月4日に和歌山市内のホテルで契約金6000万円、年俸650万で仮契約を結んだ。背番号は24。

### 楽天時代
2020年、春季キャンプを一軍で完走した。これは高卒新人では球団史上3人目である。9月4日に一軍登録されると、その日のオリックス・バファローズ戦では7番二塁手で先発出場し、初打席で山岡泰輔から右犠飛を記録し、初打点を記録した。9月6日のオリックス戦で張奕から初安打を記録しこれが適時打となり初打点も記録した。一軍に10試合出場し打率.143だったが、イースタン・リーグでは57試合に出場し、打率.297、6本塁打、31打点を記録し、高卒1年目ながら好成績を残した。
2021年は、6月5日の広島東洋カープ戦で中村祐太からプロ初本塁打と、初猛打賞を記録する。しかし一軍定着にはならず、イースタン・リーグでは48試合に出場し打率.319、3本塁打を記録したが、一軍では34試合に出場し、打率.187という成績だった。
2022年は、一軍出場は前年を下回り、17試合で打率.222。イースタン・リーグでは94試合に出場し、打率は.262。リーグタイ2位となる20本の二塁打を記録した。
2023年は、初の開幕一軍を果たし、4月9日の千葉ロッテマリーンズ戦では、2年ぶりとなる本塁打も放つが、4月13日に登録抹消となった。7月にはイースタン・リーグにて17試合に出場で打率.355、2本塁打を含む22安打13打点の成績を残し、スカパー!ファーム月間MVP賞を初受賞した。最終的にイースタン・リーグの規定打席到達者中出塁率首位となる.373を記録したが、規定打席に47不足した渡邊佳明が認定最高出塁率 (.437) となった。
2024年は、開幕二軍スタートとなる。6月26日までにイースタン・リーグ57試合に出場し、打率.271、1本塁、28打点の成績を残したほか、前年同様に高出塁率を記録し、同日時点でリーグ2位となる.386を記録していた。同日に一軍への同年初昇格した。オフにオーストラリアン・ベースボールリーグのパース・ヒートへ派遣された。
2025年は春季キャンプを一軍で迎えたものの、上半身のコンディション不良で離脱。開幕は二軍スタートだったが、二軍で打率.364、1本塁打、8打点と結果を残し、6月12日に一軍昇格すると、同15日の阪神タイガース戦でサヨナラ打を放った。昇格後は交流戦打率.375を記録するなど絶好調で、前半戦終了まで中軸を担い、後半戦開幕後も中軸を担った。

## 選手としての特徴
非凡なバットコントロールと広角に飛ばせる長打力を兼ね備える中距離打者。キャプテンシーも非常に強い。高校通算34本塁打。50m走6秒2。

## 人物
愛称は「クロちゃん」。
父・黒川洋行は上宮高校で3年春のセンバツ優勝時の二塁手で主将であり、1学年先輩の黒田博樹や筒井壮、2学年後輩の三木肇（史陽の楽天入団当初の監督）とはチームメイトだった。高校卒業後は同志社大学に進み、同大硬式野球部を経てミキハウスで廃部までプレーした後、セガサミーに転籍してコーチを務め、退職後は王寺町でバッティングセンター「王寺ドームスタジアム」を経営している。2022年に社会人野球・SUNホールディングスWEST監督に就任した。
3学年上の兄・大雅は日南学園で甲子園を経験九州共立大学に進んで同大硬式野球部を経て、ミキハウスで3年間プレー後に引退。2024年には、父・洋行が監督を務めるSUNホールディングスWEST守備コーチに就任した。
2学年下の弟・怜遠も星稜高校でレギュラーとなっていたが、出場の決まっていた選抜大会が中止となり甲子園に立つことはできなかった。

## 詳細情報

### 年度別打撃成績
| 年 度     | 球 団     | 試 合 | 打 席 | 打 数 | 得 点 | 安 打 | 二 塁 打 | 三 塁 打 | 本 塁 打 | 塁 打 | 打 点 | 盗 塁 | 盗 塁 死 | 犠 打 | 犠 飛 | 四 球 | 敬 遠 | 死 球 | 三 振 | 併 殺 打 | 打 率 | 出 塁 率 | 長 打 率 | O P S |
| --------- | --------- | ----- | ----- | ----- | ----- | ----- | -------- | -------- | -------- | ----- | ----- | ----- | -------- | ----- | ----- | ----- | ----- | ----- | ----- | -------- | ----- | -------- | -------- | ----- |
| 2020      | 楽天      | 10    | 17    | 14    | 0     | 2     | 0        | 0        | 0        | 2     | 2     | 0     | 0        | 0     | 1     | 1     | 0     | 1     | 6     | 1        | .143  | .235     | .143     | .378  |
| 2021      | 楽天      | 34    | 80    | 75    | 4     | 14    | 2        | 0        | 1        | 19    | 8     | 0     | 0        | 1     | 0     | 3     | 0     | 1     | 17    | 1        | .187  | .228     | .253     | .481  |
| 2022      | 楽天      | 17    | 71    | 63    | 4     | 14    | 3        | 0        | 0        | 17    | 2     | 0     | 1        | 0     | 1     | 7     | 0     | 0     | 9     | 1        | .222  | .296     | .270     | .566  |
| 2023      | 楽天      | 9     | 24    | 22    | 1     | 2     | 0        | 0        | 1        | 5     | 2     | 0     | 0        | 1     | 1     | 0     | 0     | 0     | 5     | 0        | .091  | .087     | .227     | .314  |
| 2024      | 楽天      | 22    | 60    | 56    | 8     | 13    | 1        | 0        | 1        | 17    | 8     | 0     | 0        | 0     | 0     | 4     | 0     | 0     | 12    | 2        | .232  | .283     | .304     | .587  |
| 通算：5年 | 通算：5年 | 92    | 252   | 230   | 17    | 45    | 6        | 0        | 3        | 60    | 22    | 0     | 1        | 2     | 3     | 15    | 0     | 2     | 49    | 5        | .196  | .248     | .261     | .509  |

- 2024年度シーズン終了時

### 年度別守備成績
| 年 度 | 球 団 | 一塁  | 一塁  | 一塁  | 一塁  | 一塁  | 一塁     | 二塁  | 二塁  | 二塁  | 二塁  | 二塁  | 二塁     | 三塁  | 三塁  | 三塁  | 三塁  | 三塁  | 三塁     |
| 年 度 | 球 団 | 試 合 | 刺 殺 | 補 殺 | 失 策 | 併 殺 | 守 備 率 | 試 合 | 刺 殺 | 補 殺 | 失 策 | 併 殺 | 守 備 率 | 試 合 | 刺 殺 | 補 殺 | 失 策 | 併 殺 | 守 備 率 |
| ----- | ----- | ----- | ----- | ----- | ----- | ----- | -------- | ----- | ----- | ----- | ----- | ----- | -------- | ----- | ----- | ----- | ----- | ----- | -------- |
| 2020  | 楽天  | -     | -     | -     | -     | -     | -        | 4     | 7     | 9     | 1     | 2     | .941     | 1     | 0     | 1     | 0     | 0     | 1.000    |
| 2021  | 楽天  | -     | -     | -     | -     | -     | -        | 8     | 5     | 10    | 0     | 1     | 1.000    | 13    | 6     | 17    | 0     | 2     | 1.000    |
| 2022  | 楽天  | -     | -     | -     | -     | -     | -        | 4     | 3     | 7     | 0     | 3     | 1.000    | 13    | 15    | 18    | 0     | 2     | 1.000    |
| 2023  | 楽天  | 3     | 3     | 0     | 0     | 1     | 1.000    | 2     | 2     | 2     | 0     | 0     | 1.000    | 6     | 3     | 9     | 1     | 1     | .923     |
| 2024  | 楽天  | 2     | 3     | 0     | 0     | 0     | 1.000    | 14    | 17    | 32    | 1     | 5     | .980     | 8     | 2     | 2     | 1     | 0     | .800     |
| 通算  | 通算  | 5     | 6     | 0     | 0     | 1     | 1.000    | 32    | 34    | 60    | 2     | 11    | .979     | 41    | 26    | 47    | 2     | 5     | .973     |

- 2024年度シーズン終了時

### 記録
初記録
- 初出場・初先発出場：2020年9月4日、対オリックス・バファローズ10回戦（楽天生命パーク宮城）、7番・二塁手で先発出場
- 初打席・初打点：同上、2回裏に山岡泰輔から右犠飛
- 初安打：2020年9月6日、対オリックス・バファローズ12回戦（楽天生命パーク宮城）、1回裏に張奕から右前適時打
- 初本塁打：2021年6月4日、対広島東洋カープ1回戦（MAZDA Zoom-Zoomスタジアム広島）、1回表に中村祐太から右越3ラン
- 初盗塁：2025年7月1日、対千葉ロッテマリーンズ12回戦（楽天生命パーク宮城）、3回裏に二盗（投手：オースティン・ボス、捕手：寺地隆成）

### 背番号
- 24（2020年[4] - ）